# Trisetella triglochin
Trisetella triglochin är en orkidéart som först beskrevs av Heinrich Gustav Reichenbach, och fick sitt nu gällande namn av Carlyle August Luer. Trisetella triglochin ingår i släktet Trisetella och familjen orkidéer. Inga underarter finns listade i Catalogue of Life.